# Nacogdoches
Nacogdoches (engelsk: [nækəˈdoʊtʃɪs]) er en amerikansk by og administrativt centrum for det amerikanske county Nacogdoches County i staten Texas. I 2000 havde byen et indbyggertal på 29.914.

## Ekstern henvisning
31°36′32″N 94°39′3″V / 31.60889°N 94.65083°V